# Моура – Валлумбілла-Гладстон
Моура — Валлумбілла-Гладстон — газопровід у австралійському штаті Квінсленд. Офіційно відомий як Hillview Pipeline (а до того як Peabody Mitsui Gas Pipeline).
У 1996 році вперше в історії газової промисловості Австралії почали видобуток метану вугільних пластів басейну Боуен, при цьому для видачі продукції ввели в дію трубопроводи Доусон-Воллей – Валлумбілла-Гладстон та Моура — Валлумбілла-Гладстон. Останній має довжину 23 кілометри, діаметр 220 мм та пропускну здатність 1,32 млн м3 на добу.
Ресурс надходить з поля вугільної копальні компанії BHP Mitsui Coal (яка надалі перейшла до компанії Anglo American Metallurgical Coal), а в кінцевому пункті маршруту блакитне паливо передається до трубопроводу Валлумбілла — Гладстон. Також існує перемичка до запущеного в 2000 році заводу вибухівки у Моура.